# Phyllonorycter laurocerasi
Phyllonorycter laurocerasi är en fjärilsart som först beskrevs av Kuznetzov 1979.  Phyllonorycter laurocerasi ingår i släktet guldmalar, och familjen styltmalar. Inga underarter finns listade i Catalogue of Life.